# Station Hertford East
Hertford East is een spoorwegstation van National Rail in Hertford, East Hertfordshire in Engeland. Het station is eigendom van Network Rail en wordt beheerd door Greater Anglia. Het station is geopend in 1888.